# Casamayorense
El Casamayorense o SALMA Casamayorense (del  inglés South American land mammal ages) es una edad mamífero de América del Sur, división establecida para definir una escala geológica de tiempo para la fauna de mamíferos sudamericanos. Su límite inferior se sitúa en los 54 Ma, mientras que su límite superior se ubica en los 48 Ma.
Su nombre se relaciona a la punta Casamayor, un accidente geográfico costero situado en la costa centro-sur del golfo San Jorge del mar Argentino, a aproximadamente 45 kilómetros en línea recta de la ciudad de Caleta Olivia, en el departamento Deseado de la provincia de Santa Cruz, Patagonia argentina. La punta está conformada por un acantilado de rocas sedimentarias de origen terciario.
Se ha encontrado esta edad también en sedimentos de la «formación Lumbrera», provincia de Salta, en el noroeste de la Argentina.
Entre los géneros del orden Notoungulata de edad mamífero Casamayorense se encuentran: Pleurostylodon y Thomashuxleya (ambos Isotemnidae). Constituyen taxones característicos del «Casamayorense» en el Eoceno de la Patagonia: Didolodus multicuspis y Didolodus minor.
Subedades
Se han descrito subedades para esta unidad:
- «Subedad Vaquense»
- «Subedad Barranquense».

Para esta subedad se describe el «miembro Gran Barranca» de la «formación Sarmiento» en la barranca Sur del lago Colhué Huapi, provincia del Chubut, Patagonia argentina.
Durante las SALMAs «Casamayorense» y «Mustersense» predominaron ungulados bunodontes con una talla incrementada, coincidente con el registro térmico más frío durante el tramo comprendido desde el Eoceno temprano-medio hasta el Eoceno tardío.

## Sucesión de las edades mamífero de América del Sur
| Predecesor: Riochiquense | Casamayorense Edades mamífero de América del Sur | Sucesor: Mustersense |